# Annemarie Worst
Annemarie Worst (Nunspeet, Gelderland, 19 de desembre de 1995) és una ciclista neerlandesa especialitzada en el ciclocròs i el ciclisme de muntanya.

## Palmarès en ciclocròs
- 2016-2017
  -  Campiona del món sub-23 en ciclocròs

## Palmarès en ruta
- 2022
  - Vencedora d'una etapa a la Volta a Bèlgica